# Chuang Kchun-ming
Chuang Kchun-ming (čínsky pchin-jinem Huáng Kūnmíng, znaky zjednodušené 黄坤明; * 15. listopadu 1956) je čínský komunistický politik, člen politbyra (od 2017) a tajemník kuangtungského provinčního výboru KS Číny (od 2022), předtím sloužil jako tajemník sekretariátu, vedoucí oddělení propagandy ÚV KS Číny a místopředseda ústřední komise pro řízení výstavby duchovní civilizace (vše 2017–2022). Začínal jako stranický funkcionář na místní, okresní a prefekturní úrovni v rodném Fu-ťienu, v letech 2000–2013 působil v regionální správě a stranických organizacích na prefekturní a provinční úrovni v Če-ťiangu, poté mezi roky 2013 a 2017 vykonával funkci zástupce vedoucího oddělení propagandy ÚV KS Číny.

## Život
Chuang Kchun-ming se narodil 15. listopadu 1956 v okrese Šang-chang na jihozápadě provincie Fu-ťien, v prefektuře Lung-jen. V letech 1974–1977 sloužil v Čínské lidové osvobozenecké armádě v armádě jako vojín, poté jako zástupce velitele družstva. Roku 1976 vstoupil do Komunistické strany Číny. V roce 1977 se po ukončení vojenské služby vrátil do svého rodného kraje, kde nastoupil na pozici tajemníka místní základní organizace KS Číny. V letech 1978–1982 studoval na fakultě politického vzdělávání na Fuťienské pedagogické univerzitě. Po absolvování univerzity pracoval v organizačním a pak ve všeobecném oddělení prefekturního výboru KS Číny v Lung-jenu. V letech 1993–1998 zastával funkci tajemníka výboru KS Číny v okrese Jung-ting (jednom z okresů v Lung-jenu). V roce 1998 byl zvolen hlavou administrativy Lung-jenu.
Od roku 2000 byl šéfem správy městské prefektury Chu-čou (na severu provincie Če-ťiang), poté v letech 2003–2007 řídil stranickou organizaci sousední čeťiangské prefektury Ťia-sing. Při zaměstnání v letech 2005–2008 absolvoval studium státní správy a samosprávy na univerzitě Čching-chua. Roku 2007 byl přeložen do vedení čeťiangské stranické organizace, a sice na místo vedoucího oddělení propagandy, poté v letech 2010–2013 řídil stranickou organizaci v Chang-čou, hlavním městě provincie Če-ťiang. Na závěr XVIII. sjezdu KS Číny v listopadu 2012 byl zvolen kandidátem ústředního výboru.
Roku 2013 byl zvolen poslancem Všečínského shromáždění lidových zástupců a přeložen do Pekingu, kde obdržel úřad zástupce vedoucího oddělení propagandy ÚV KS Číny, v letech 2014–2017 byl prvním zástupcem vedoucího oddělení, odpovídal za běžné řízení oddělení. V říjnu 2017 byl na závěr XIX. sjezdu KS Číny zvolen členem ústředního výboru (znovuzvolen 2022) a vzápětí i členem politbyra a tajemníkem sekretariátu ÚV KS Číny. Týž měsíc převzal vedení oddělení propagandy od Liou Čchi-paoa a jako vedoucí oddělení propagandy zaujal i funkci místopředsedy ústřední komise pro řízení výstavby duchovní civilizace.
Na XX. sjezdu KS Číny v říjnu 2022 byl potvrzen v politbyru, oddělení propagandy předal Li Šu-lejovi, právě zvolenému do politbyra a místo toho převzal vedení kuangtungského provinčního výboru KS Číny.
Je počítán k takzvané „nové čeťiangské armádě“, to jest k politikům, kteří získali důvěru a podporu Si Ťin-pchinga během jeho působení v Če-ťiangu v letech 2002–2007, a které Si Ťin-pching po svém zvolení generálním tajemníkem ÚV KS Číny v roce 2012 vyzdvihl do vysokých funkcí.